# Keramik der älteren Eisenzeit in Schweden

Ausbreitung fester Siedlungen in Schweden während der jüngeren Eisenzeit, (0 bis 550 n. Chr.), der Vendel- (550 bis 800 n. Chr.) und der Wikingerzeit (800 bis 1050 n. Chr.)

Die Keramik der älteren Eisenzeit in Schweden (etwa 400 v. Chr. bis 0) umfasst einige 1000 Gefäße (für schwedische Verhältnisse eine hohe Anzahl in einem begrenzten Zeitraum). Von besonderer Bedeutung sind die großen Keramikmengen von den Gräberfeldern Ekehögen (200 Gräber), Fiskeby, Horn und Sjögestad. Die hohe Anzahl verdankt sich der Sitte, den Leichenbrand in Tongefäßen beizusetzen.
Die meisten Gefäße der älteren Eisenzeit sind einfache Haushaltsware. Dazu gehören oft tonnenförmige oder leicht gebauchte Kruken mit geschwungenem oder geradem Rand. Einige sind von profilierter Form und besserer Qualität. Aus Gräberfeldern im westlichen Schweden stammen geglättete, dunkelgefärbte Gefäße, bisweilen mit abgesetztem Fuß, große, weitbauchige Henkelgefäße, Tassen mit Henkel und in kleinerem Umfang doppelkonische Gefäße. Teilweise zeigen die westschwedischen Gefäße Beziehungen zur Kraghedegruppe in Jütland in Dänemark. Ein Dekor fehlt oder besteht aus einfachen Linienornamenten.
Mäanderähnliche Verzierungen, die auf norddeutsche Einflüsse deuten, weisen einige Gefäße aus Väster- und Östergötland auf. Doppelkonische Gefäße kommen auch auf Öland und in Östergötland vor. Öland weist ferner pokalähnliche Becher mit Entsprechungen südlich der Ostsee auf. Die Gefäßformen sind einheitlich und einfach.
Einzelne tonnenförmige, hohe Gefäße aus Öster- und Västergötland zeigen eine Affinität mit spätbronzezeitlichen Formen. Sie drücken den Traditionszusammenhang mit der Bronzezeit und deren Keramik aus.